# 東光スポーツ公園
東光スポーツ公園（とうこうスポーツこうえん）は、北海道旭川市にある公園。

## 概要
市内北東部から東部にかけての平坦地に面積の大きな公園が不足していること、スポーツ実施を目的とした公園が市内北西部にある花咲スポーツ公園1ヶ所のみであること、石狩川水系の河川敷地にある運動施設は制約により本格的な設備にできないことなどにより、新たなスポーツ拠点を計画した。また、災害発生時には復旧復興本部や災害復旧活動の支援拠点などの「広域防災拠点及び広域避難地」（防災公園）として計画している。2009年度（平成21年度）に基本計画の見直しを行い、現状を踏まえた内容に変更して事業費の縮減を図った。
公園南側に忠別川、北側にアイヌ川があり、北側と西側は市街化区域となる東光地区の住宅地がある。一方、東側は風防林道路と旭東道路に接しており、道路を隔てて水田地帯が広がっている。また、ひじり野大橋を渡ると東神楽町の東聖団地がある。

## 歴史
- 2006年（平成18年）8月、メイン軟式野球場（旭川ドリームスタジアム）開場[4]。
- 2008年（平成20年）10月、旭川市総合防災センター中核施設運用開始[5]。
- 2009年（平成21年）9月：パークゴルフ場（27H）オープン。
- 2010年（平成22年）7月：サブ軟式野球場（第二球場）開場[6]。
- 2012年（平成24年）4月：パークゴルフ場（9H）オープン。
- 2014年（平成26年）4月：球技場（2面）開場[7]。
- 2019年（平成31年）4月：軟式野球場（第三球場）開場。
- 2020年（令和02年）4月：武道館開館[8]。

## 施設
旭川ドリームスタジアム（第一球場）・軟式野球場（第二球場・第三球場）
球技場（2面）
- 開設期間：4月20日から10月20日[7]
- 面積：11,472m²×2面（サッカー・ラグビーに対応）[7]
- 管理棟：選手控室、審判控室、医務室、シャワー室、放送設備、トイレなど[7]
- グラウンド：ロングパイル人工芝（10,004m²×2面）、砂入人工芝（周囲）[7]
- 付帯設備：観覧席（収容人員約5,000人×2（スタンド席642人×2））、フェンス、門扉、管理棟前に四阿、ベンチ、水飲み台、駐輪場[7]

武道館
- 武道場
  - 1室約350m²（3室利用で約1,100m²）[8]
- 体験学習室
- トレーニング室

パークゴルフ場（36H）
※日本パークゴルフ協会公認コース
- Aコース480m par33
- Bコース459m par33
- Cコース500m par33
- Dコース465m par33

歩くスキーコース
- コース距離：1.5km[11]
- 貸しスキーは無し

遊びの広場

## 参考資料
- “旭川市都市公園条例”. 旭川市例規類集.  旭川市. 2016年7月10日閲覧。
- “旭川市都市公園条例施行規則”. 旭川市例規類集.   旭川市. 2016年7月10日閲覧。
- “東光スポーツ公園基本計画（改訂版）” (PDF).   旭川市 (2010年2月). 2016年7月10日閲覧。